# Екичегиваям
Екичегиваям — река на северо-западе Камчатского края в России.
Длина реки — 21 км. Протекает по территории Карагинского района. Течение проходит по равнинной заболоченной местности. Впадает справа в дельту реки Пустая недалеко от места её впадения в Пенжинскую губу.
Название в переводе с коряк. Экычвикиваям — «не остывающая».

## Данные водного реестра
По данным государственного водного реестра России относится к Анадыро-Колымскому бассейновому округу.
Код водного объекта — 19080000112120000039328.